# Mothman
Mothman (v českém překladu: Můří muž) je ve folklóru Západní Virginie postava vysoká asi jako dospělý člověk, pokrytá černým peřím, s křídly a rudýma očima.
Měl být pozorován od 15. listopadu 1966 do 15. prosince 1967 poblíž Point Pleasant. Podle teorie John Keela v knize The Mothman Prophecies je jeho pozorování spjato se zřícením Silver Bridge.
Mothman má ve městě Point Pleasant sochu a je mu věnován každoroční festival.
Na základě knihy John Keela byl natočen stejnojmenný film The Mothman Prophecies.

## Historie pozorování
15. listopadu 1966 dva mladé páry z Point Pleasant – Roger a Linda Scarberrovci a Steve a Mary Malletteovci, oznámily, že pozorovaly velké černé stvoření s rudýma očima, které stálo na kraji silnice poblíž Oblasti TNT, bývalého muničního závodu.
Tvor je měl pronásledovat a vydávat ječivý zvuk.
Během dalších dnů hlásilo pozorování více lidí. Dva dobrovolní hasiči tvora popsali jako „velkého ptáka s červenýma očima“.
Okresní šerif M. G. Johnson věřil, že jde o velkou volavku, kterou nazval „Shitepoke“.
Přírodovědec Robert L. Smith tvora považoval za jeřába písečného, který může dorůstat velikosti dospělého muže.
Podle gruzínských novin Svobodnaya Gruziya ruští ufologové tvrdí, že pozorování Mothmana v Moskvě předznamenalo bombové útoky na ruské byty v roce 1999.